# Лінія МЦД-1
МЦД-1 «Одинцово — Лобня» — перша лінія Московських центральних діаметрів, введена в дію 21 листопада 2019. Маршрут, що сполучає підмосковні міста Одинцово і Лобню, пролягаючи через територію Москви, сполучає Савеловський і Смоленський напрямки Московської залізниці і матиме довжину 52 км. На ньому є 28 (в тому числі 4 запланованих) зупинних пункти. Час руху електропоїзда «Іволга» за маршрутом складе 80 хвилин з інтервалом в годину пік 15 хвилин (на першому етапі, до будівництва двох виділених головних колій). Маршрут передбачає 12 пересадних зупинних пунктів на метро, МЦК і радіальні напрямки залізниці. На схемах і покажчиках позначається кодом D1 та пурпуровим кольором.

## Пересадки
Курсивом виділені лінії та станції, що будуються.
| Станція                                            | Рік відкриття | Пересадка на лінію          | На станцію                                         |
| -------------------------------------------------- | ------------- | --------------------------- | -------------------------------------------------- |
| Кунцевська                                         | 1874          | Арбатсько-Покровська        | Кунцевська                                         |
| Кунцевська                                         | 1874          | Філівська                   | Кунцевська                                         |
| Кунцевська                                         | 1874          | Велика кільцева             | Кунцевська                                         |
| Слов'янський бульвар                               | 2020          | Арбатсько-Покровська        | Слов'янський бульвар                               |
| Філі                                               | 1902          | Філівська                   | Філі                                               |
| Тестовська                                         | 1927          | Філівська                   | Міжнародна                                         |
| Тестовська                                         | 1927          | Солнцевська                 | Діловий центр                                      |
| Тестовська                                         | 1927          | Рубльовсько-Архангельська   | Шелепиха, Діловий центр                            |
| Тестовська                                         | 1927          | МЦК                         | Шелепиха, Діловий центр                            |
| Тестовська                                         | 1927          | МЦД-4                       | Тестовська                                         |
| Бігова                                             | 1949          | Тагансько-Краснопресненська | Бігова                                             |
| Бігова                                             | 1949          | МЦД-4                       | Бігова                                             |
| Москва-Пасажирська-Смоленська (Білоруський вокзал) | 1870          | Замоскворіцька              | Білоруська                                         |
| Москва-Пасажирська-Смоленська (Білоруський вокзал) | 1870          | Кільцева лінія              | Білоруська                                         |
| Москва-Пасажирська-Смоленська (Білоруський вокзал) | 1870          | МЦД-4                       | Москва-Пасажирська-Смоленська (Білоруський вокзал) |
| Москва-Бутирська (Савеловський вокзал)             | 1902          | Серпуховсько-Тимірязєвська  | Савеловська                                        |
| Москва-Бутирська (Савеловський вокзал)             | 1902          | Велика кільцева             | Савеловська                                        |
| Москва-Бутирська (Савеловський вокзал)             | 1902          | МЦД-4                       | Савеловська                                        |
| Дмитровська                                        | 2024          | Серпуховсько-Тимірязєвська  | Дмитровська                                        |
| Дмитровська                                        | 2024          | МЦД-2                       | Дмитровська                                        |
| Тимірязєвська                                      | 1985          | Серпуховсько-Тимірязєвська  | Тимірязєвська                                      |
| Тимірязєвська                                      | 1985          | Монорейка                   | Тимірязєвська                                      |
| Петровсько-Разумовська                             | грудень 2023  | Серпуховсько-Тимірязєвська  | Петровсько-Разумовська                             |
| Петровсько-Разумовська                             | грудень 2023  | Люблінсько-Дмитровська      | Петровсько-Разумовська                             |
| Петровсько-Разумовська                             | грудень 2023  | МЦД-3                       | Петровсько-Розумовська                             |
| Окружна                                            | 1911          | Люблінсько-Дмитровська      | Окружна                                            |
| Окружна                                            | 1911          | МЦК                         | Окружна                                            |
| Ліанозово                                          | 1913          | Люблінсько-Дмитровська      | Ліанозово                                          |